# Colletes bombiformis
Colletes bombiformis är en biart som beskrevs av Metz 1910. Colletes bombiformis ingår i släktet sidenbin, och familjen korttungebin. Inga underarter finns listade i Catalogue of Life.